# やよい軒
やよい軒（やよいけん、英: YAYOI KEN）は、プレナスがフランチャイズ展開する、定食や丼物を中心とする外食チェーンストア。
2006年7月までは「めしや丼」（めしやどん）という名称で営業していた。

## 沿革
- 1886年5月 - プレナスの創業者である塩井末幸の祖父・塩井民次郎が、東京・日本橋茅場町に西洋料理店「彌生軒」を開店。明治後期まで営業していた。
- 1989年12月 - めしや丼の1号店「南バイパス店」を福岡市博多区に開店。以後、関東・関西・九州地方で展開。
- 2004年9月 - やよい軒の1号店「四谷4丁目店」を東京都新宿区四谷に開店[注 1]。
- 2006年7月 - めしや丼をやよい軒に名称変更[1]。店舗は順次改装、名称変更。その後、中部・中国地方に店舗を拡大。

## 営業地域
日本においては、以下の38都道府県で、380店舗が営業している（2019年12月現在）。
- 北海道地区：北海道10
- 東北地区：宮城県4
- 関東地区：茨城県7、群馬県3、栃木県8、埼玉県17、千葉県18、東京都63、神奈川県18
- 北陸地区：新潟県3、富山県4、石川県7、福井県3
- 中部地区：山梨県3、長野県2、岐阜県3、静岡県10、愛知県9
- 関西地区：三重県2、滋賀県6、京都府11、大阪府52、兵庫県10、奈良県5、和歌山県3
- 中国地区：岡山県5、広島県13、山口県5
- 四国地区：徳島県1、香川県2、愛媛県2
- 九州・沖縄地区：福岡県35、佐賀県5、長崎県4、熊本県7、大分県4、宮崎県3、鹿児島県7、沖縄県6

日本国外では、台湾で21店舗、フィリピンで1店舗、タイで129店舗、シンガポールで7店舗、オーストラリアで2店舗、アメリカで3店舗の合計149店舗が営業している（2017年11月末現在）。

## 特徴

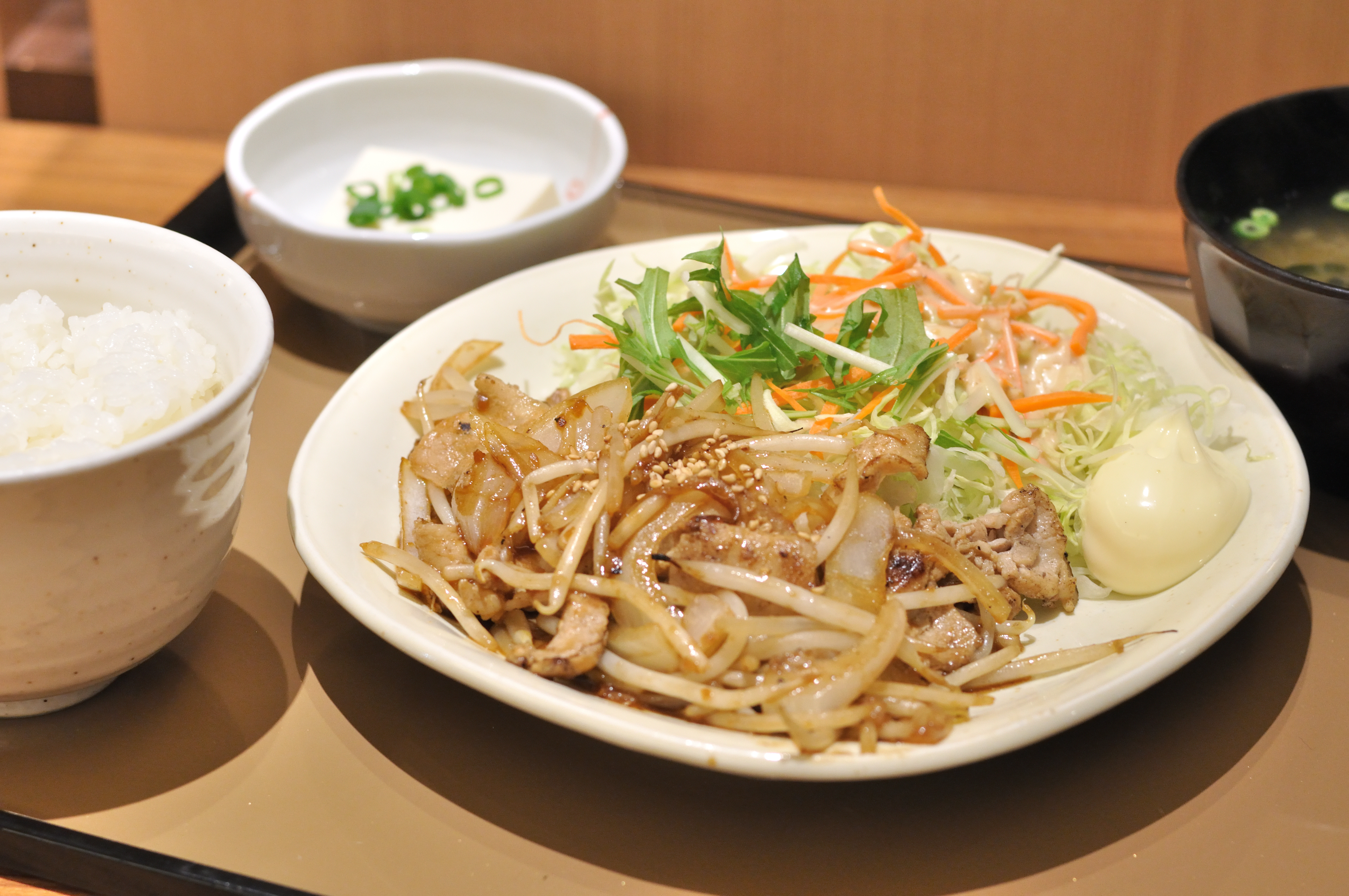
しょうが焼き定食

- 定食・朝食メニューは、一部の店舗を除いてご飯のおかわりが無料となっている[2]。店内にご飯の保温釜が置かれており、おかわりを行う際には自分でごはんを盛るセルフサービス方式を採用していた[注 2]。感染症の流行を受けてセルフサービスをやめ店員に頼む形となっていたが、『ごはんおかわりロボ』というサーバーが導入され再びセルフサービスとなっている。
- 2019年4月から、白米のおかわりを試験的に有料とする試験を日本の12店舗で行っていたが[2]、5月をもって終了[3]。
- ほぼ全ての店舗に券売機が導入されている。券売機で食券を購入すると、オーダー内容がリアルタイムで調理場に送信される。
- 台湾における一部の支店では電話での予約ができる。
- 台湾とシンガポールの支店では、席にメニューとタブレットが置いてあり、注文はタブレットで受け付ける。
- 大阪府高槻市にある高槻店は、アイドルマスターに登場するキャラクターである高槻やよいに通じることから、誕生日である毎年3月25日になるとファンが記念として大挙として来店する習慣が自然に出来、高槻店が毎年長蛇の行列が出来るなど、激しく盛況となっている。当初はプレナスとバンダイナムコとの正式なコラボレーションの企画は立ち上がっていなかったものの、3月25日には来店記念のカードを配布し、非公式ながら高槻やよいの誕生日を祝っていた。2022年、高槻やよいのたかつき観光大使就任を受けた形で、コラボレーションが正式に決定した[4]。

## 店舗例

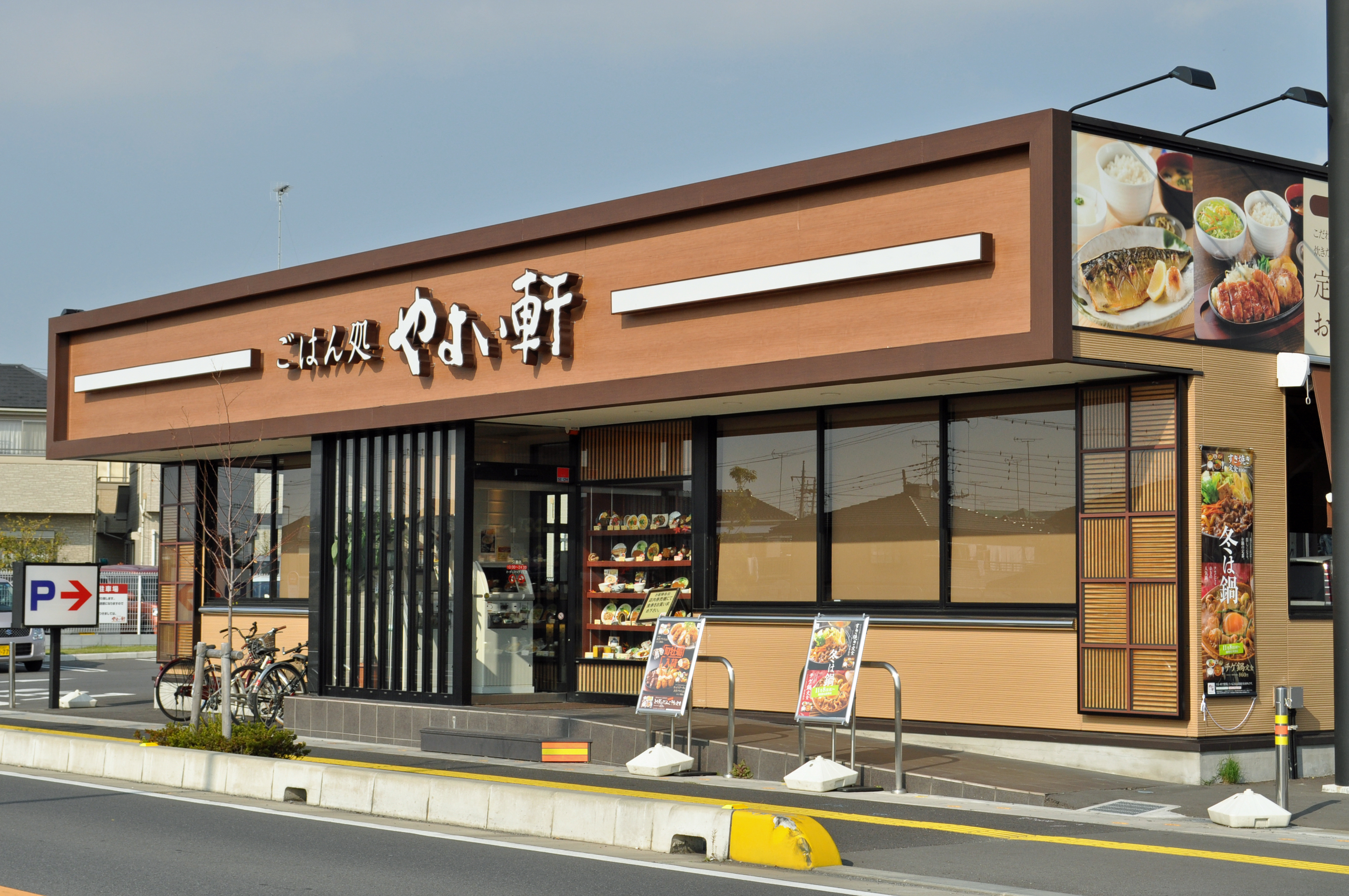
久喜店（埼玉県久喜市）
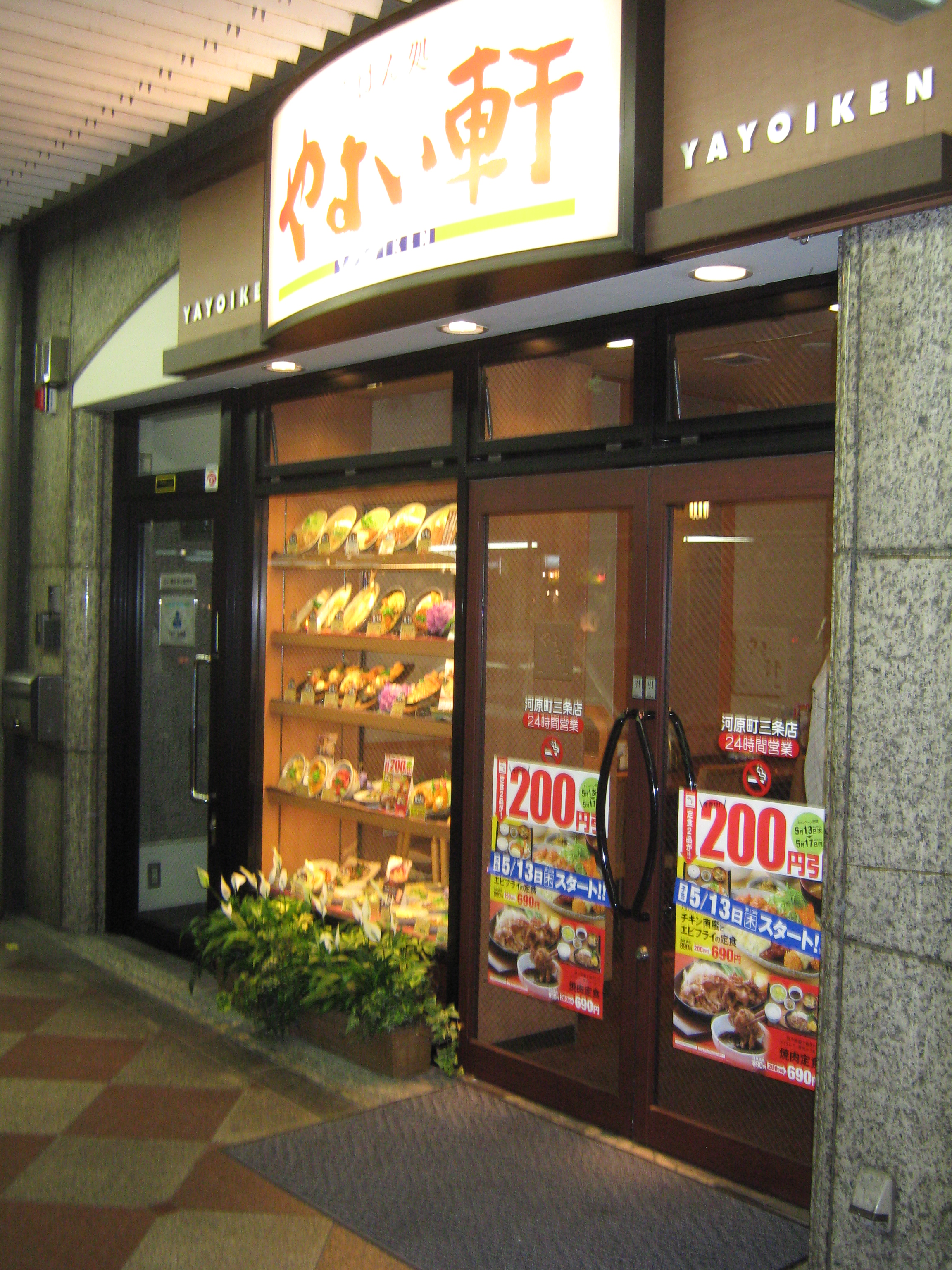
河原町三条店（京都市中京区）
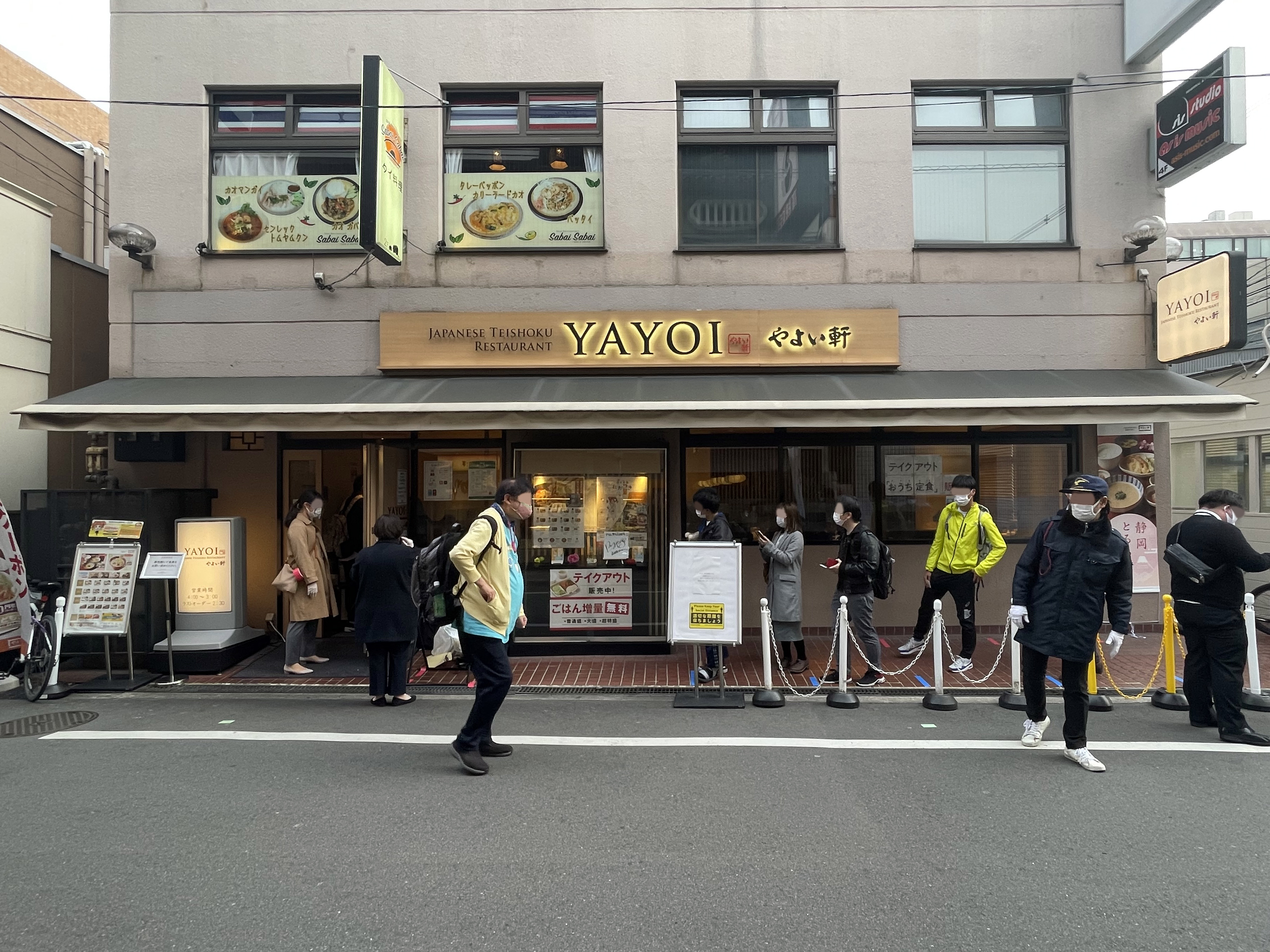
高槻店（大阪府高槻市）
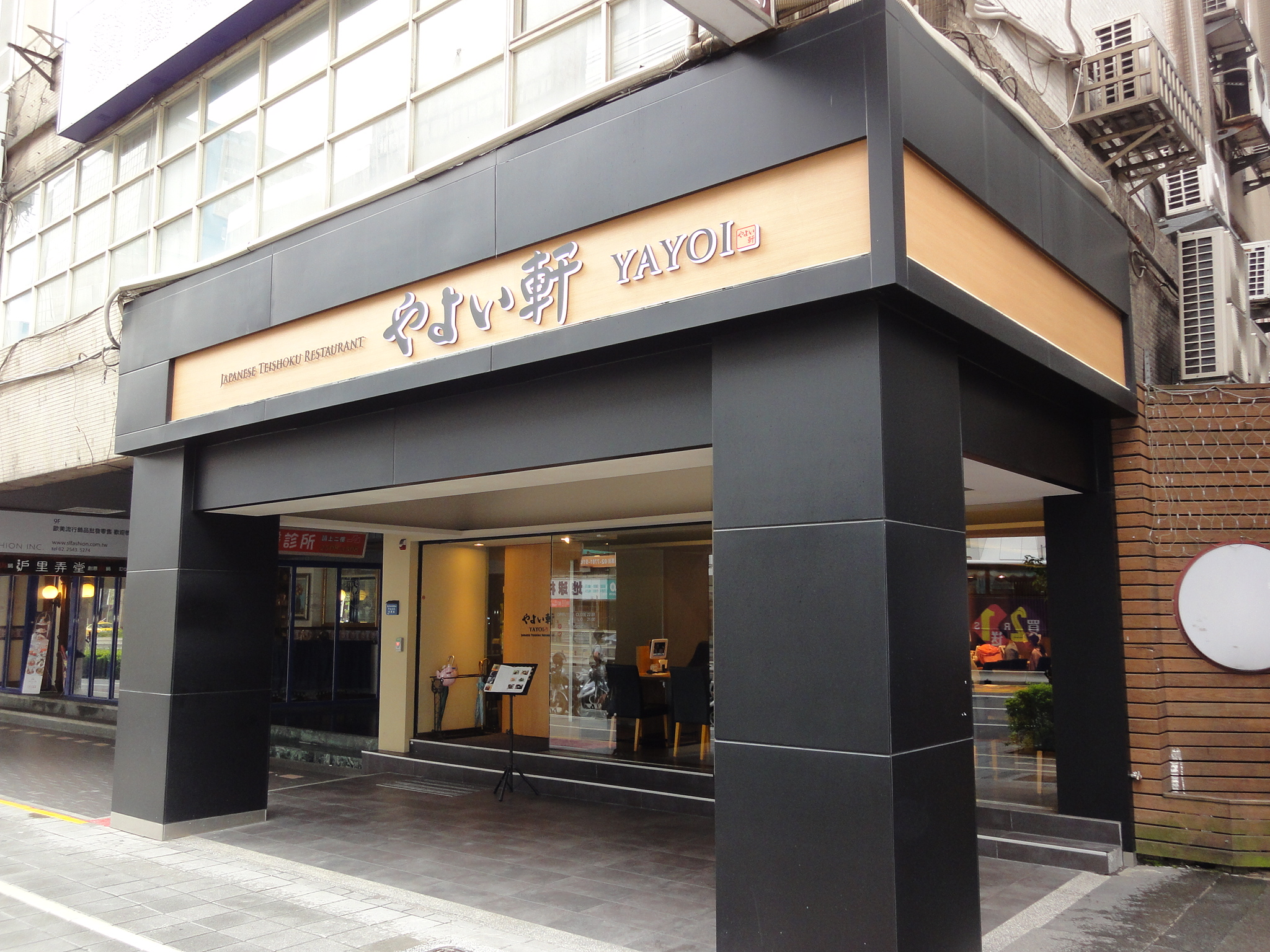
やよい軒、台湾での最初の支店：南京松江店（台北市中山区）